# Geissanthus abditus
Geissanthus abditus là một loài thực vật có hoa trong họ Anh thảo. Loài này được J.F.Macbr. mô tả khoa học đầu tiên năm 1930.